# Burg Skiva
Die Burg Skiva ist eine abgegangene Höhenburg auf dem  sog. Burgberg bei 281,2 m ü. NN in der Saarschleife bei der Stadt Mettlach im Landkreis Merzig-Wadern im Saarland.

## Geschichte
Vermutlich aus einem fränkischen Gehöft entwickelt, wurde die Burg Skiva („Berg-Fels-Abhang“) auf dem strategisch wichtigen „Burgberg“ im 9. Jahrhundert in der Art einer Turmhügelburg (Motte) 350 m östlich der späteren Burg Montclair gegründet und diente auch der Bevölkerung als Fluchtburg. Um 1000 war die Burg im Besitz von Adalbero von Luxemburg, Sohn des Grafen Siegfried von Luxemburg sowie Bruder der Kaiserin Kunigunde.
1016 wurde die Burg während der Moselfehde durch Erzbischof Poppo von Babenberg vollständig zerstört.

## Beschreibung
Der Turmhügel der Mottenanlage wurde mit dem Aushub des Burggrabens aufgeschüttet, worauf ein Holzturm mit massivem Steinfundament stand. Die Vorburg mit den Wirtschaftsgebäuden befand sich im Nordwesten der ovalen Burganlage.
Heute zeigt der Burgstall (Burgstelle) nur noch den Turmhügel mit den Gräben und Wällen.